# Getekend (Hans van der Pas)
Getekend is een artistiek kunstwerk in Amsterdam Oud-West.
Het kunstwerk uit de categorie gezichtsbedrog werd in 2006 geplaatst door kunstenaar Hans van der Pas.
Aan het begin van de Kanaalstraat, daar waar zij begint aan de Nicolaas Beetsstraat werd in de periode dat het grondgebied nog tot gemeente Nieuwer-Amstel behoorde, een tweetal panden neergezet (architect onbekend). Kanaalstraat 1 en 3 bestonden uit een begane grond, twee verdiepingen en een zolderetage. Deze zolderetage werd voorzien van dakkapellen met klauwhamers. Het stel werd grotendeels symmetrisch gebouwd.
De gebouwen werden in de loop der jaren verbouwd waarbij er een verdieping op werd geplaatst en er kwam een nieuwe zolderetage met nieuwe moderne dakkapellen (rechthoekig zonder versieringen). Wat de verbouwing had gewijzigd bleef zichtbaar, de afwijkende kleur van de nieuwe bakstenen, voeging en techniek vormen ook in 2021 voor een zichtbare scheiding tussen oud- en nieuwbouw. Het meest opvallend was de kleurscheiding op de zijgevel van nr. 1. Deze stak al sinds de oorspronkelijk bouw als blinde gevel af boven een onderstuk (stenen bergplaats) tussen de achtergevel van Nicolaas Beetstraat 116 en Kanaalstraat 1.
Kunstenaar Hans van  der Pas Liet zich door de verandering inspireren, hij liet die zijgevel reinigen en bracht tekening aan, waarbij het lijkt of er een aan de gevel van de gebouwen een bovenstuk hangt.   
Stadstekenaar Romy Muijers legde het kunstwerk in 2017 op tekening vast.
Van Hans van der Pas zijn in de wijk Sporenburg drie “gevelstenen” te zien.

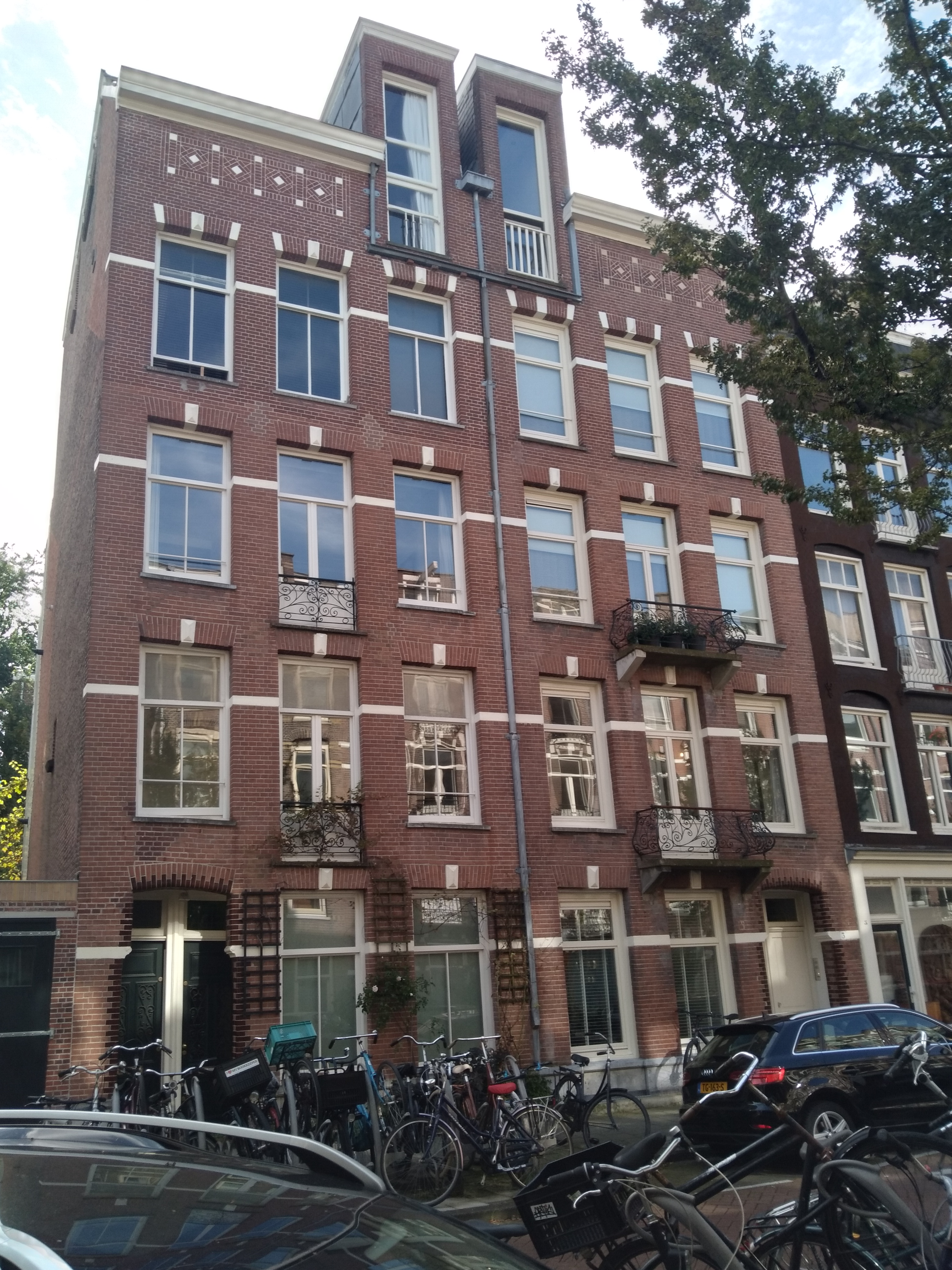
Vooraanzicht van Kanaalstraat 1-3 (september 2021)